# Озеров, Пётр Иванович
Пётр Ива́нович О́зеров (1776, Москва — 1 [13] мая 1843, там же) — тверской губернатор в 1813—1817 года, член Правительствующего Сената и Государственного совета, действительный тайный советник.

## Биография
Старший сын полковника Ивана Петровича Озерова от его брака с Надеждой Васильевной Скарятиной (1752—02.05.1804). Родился в 1776 году.
Воспитывался в Московском благородном университетском пансионе. Службу начал в 1786 году лейб-гвардии Измайловском полку, в 1787 году с сержант, 1 января 1796 года произведен в прапорщики. Подпоручик (16.04.1797), поручик (08.09.1798). 14 декабря 1798 года назначен адъютантом к великому князю Константину Павловичу, 30 декабря 1799 произведен в капитаны.
Участвовал в Итальянском и Швейцарском походах А. В. Суворова, за отличия в битвах при Треббии и Бассиньяно награждён орденами св. Анны 3-й и 2-й степени, а за Швейцарский поход командорским крестом св. Иоанна Иерусалимского. В 1800 за отличие при освобождении Сардинского королевства от французов был награждён сардинским орденом св. Маврикия и Лазаря, 28 мая 1800 года переведен в лейб-гвардии Конный полк с чином штаб-ротмистра, с оставлением адъютантом Константина Павловича. Ротмистр (29.09.1801), полковник (30.09.1802).
Участвовал в войнах с Наполеоном в 1805—1807, за сражение при Аустерлице был награждён орденом Святого Владимира 4-й степени с бантом и золотой шпагой «За храбрость». За кампанию 1807 получил орден Святого Владимира 3-й степени «в воздаяние отличной храбрости и неустрашимости в сражении 24 мая 1807 против французов при исполнении посылок и поручений князя Багратиона среди окружающих опасностей, равно и в самой атаке против неприятеля».
15 ноября 1807 года вышел в отставку, 31 декабря пожалован званием действительного камергера и назначен гофмейстером двора великого князя Константина Павловича. В этой должности состоял до 1813 года, когда был назначен тверским гражданским губернатором.
7 июня 1817 назначен шталмейстером, директором дворцовых конских заводов и членом комитета о казенных конских заводах, в том же году был награждён орденом св. Анны 1-й степени, а 25 апреля 1823 пожалован сенатором. 4 ноября 1825 был назначен почетным опекуном Московского Опекунского Совета и членом училищ ордена св. Екатерины и Александровского. В 1828 году, помимо всех занимаемых должностей, Озеров был назначен главным директором Павловской московской больницы, в каковой должности боролся с эпидемией холеры в Москве в 1830—1831.
21 апреля 1834 года был произведён в действительные тайные советники, 17 апреля 1837 года назначен членом Государственного Совета и членом по хозяйственной части в комиссии по строительству в Москве храма Христа Спасителя. Два года спустя, за отличия по службе был награждён орденом Св. Александра Невского, а в следующем 1840 году, ввиду расстроенного здоровья, по прошению, был уволен от присутствования в 7-м Департаменте Правительствующего Сената с оставлением, однако, первоприсутствующим в Общем Собрании московских Департаментов Правительствующего Сената.
Умер1 (13) мая 1843 года. Похоронен на Ваганьковском кладбище с Базилевскими (?).
Оставил родового имения 187 душ, благоприобретенного 42 души, и каменный дом в Москве.
- Орден Святой Анны 3-й ст. (знак на шпагу; после реформы ордена в 1815 году соответствует 4-й степени) (1799)
- Орден Святой Анны 2-й ст. (1799)
- Орден Святого Иоанна Иерусалимского командорский крест (1800)
- Орден Святого Владимира 4-й ст. с бантом (1806)
- Золотое оружие «За храбрость» (1806)
- Орден Святого Владимира 3-й ст. (1807)
- Орден Святой Анны 1-й ст. (1817)
- Орден Святого Владимира 2-й ст. (1 июля 1831)
- Орден Белого Орла (1 января 1833)
- Орден Святого Александра Невского (6 декабря 1839); алмазные знаки к ордену (15 апреля 1841)

Иностранные:
- Орден Святых Маврикия и Лазаря (1800) (Королевство Сардиния)

## Семья
Жена — Мария Александровна Волкова (12.01.1781—18.02.1823), фрейлина двора (1797), дочь Александра Андреевича Волкова от брака его с Екатериной Даниловной  Канищевой; сестра генерал-лейтенанта А. А. Волкова. Похоронена рядом с мужем на Ваганьковском кладбище. Дети:
- Иван (1806—1880), дипломат, посланник в Португалии и Баварии.
- Екатерина (1807—1833), фрейлина (1826), замужем (с 22 мая 1832 года) за троюродным братом Фёдором Скарятиным (1806—1835). По словам современницы, «их любовь, продолжавшуюся восемь лет, не сломили никакие препятствия. Она была совсем некрасива, но хорошо сложена и выглядела доброй и умной»[6]. После свадьбы супруги жили в Москве в приходе Введенской церкви на Лубянке, где Озерова вскоре умерла от чахотки, родив в 1833 г. сына Якова.
- Сергей (1809—1884), генерал от инфантерии.
- Надежда (1810—1863), замужем за И. А. Базилевским, действительным статским советником.
- Наталья (1811—22.05.1821[7])
- Елизавета (02.09.1814[8]—03.02.1835[9]), родилась в Твери, крещена 8 сентября 1814 года в Спасо-Преображенском соборе при восприемстве Т. А. Шишкиной; фрейлина двора, умерла от чахотки.
- Александр (08.06.1816[10]—19.07.1900), дипломат, обер-гофмейстер, действительный тайный советник.
- Александра (05.07.1817—03.10.1817)[11]
- Варвара (19.09.1818[12]—1870), замужем за генералом А. П. Самсоновым (1811—1882).
- Константин (14.01.1821[13]— ? )

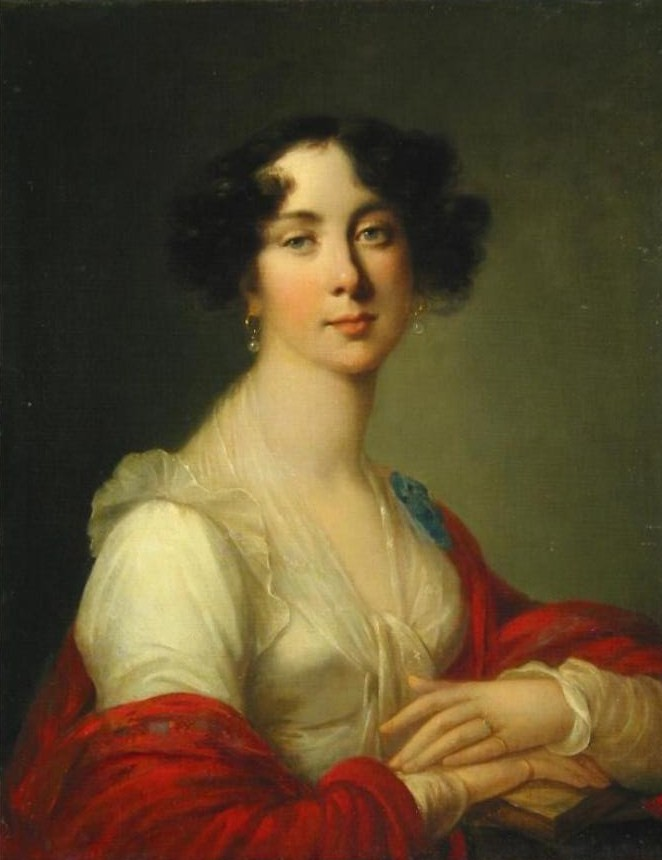
Мария Александровна Волкова (жена)
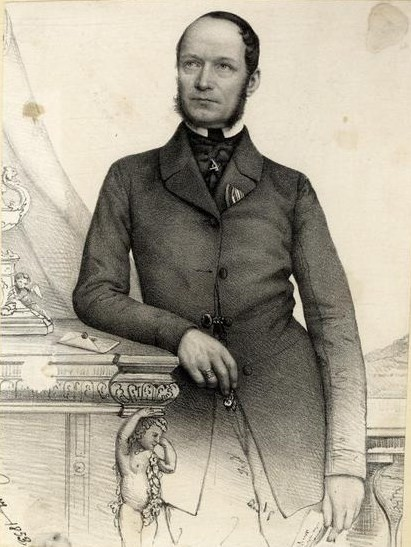
Иван Петрович Озеров (сын)
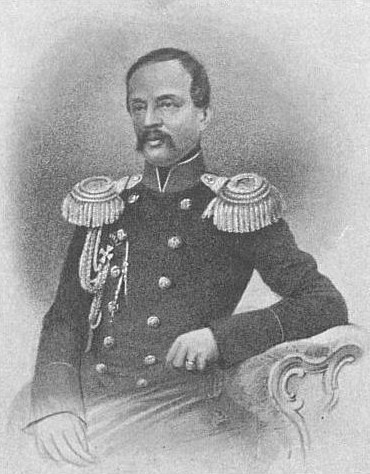
Сергей Петрович Озеров (сын)
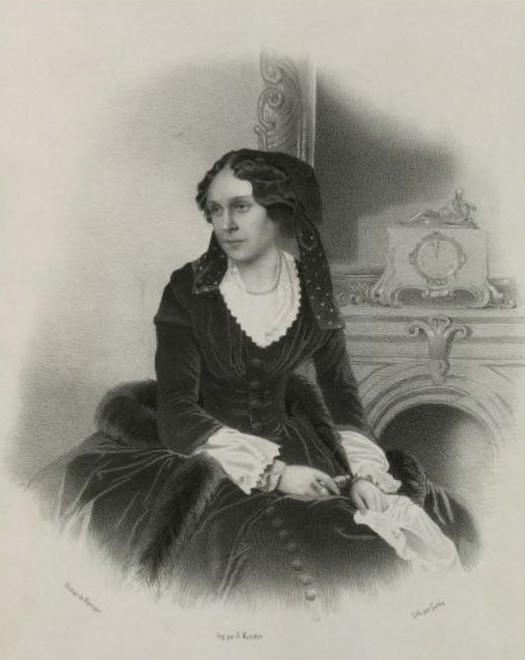
Надежда Петровна Озерова (дочь)
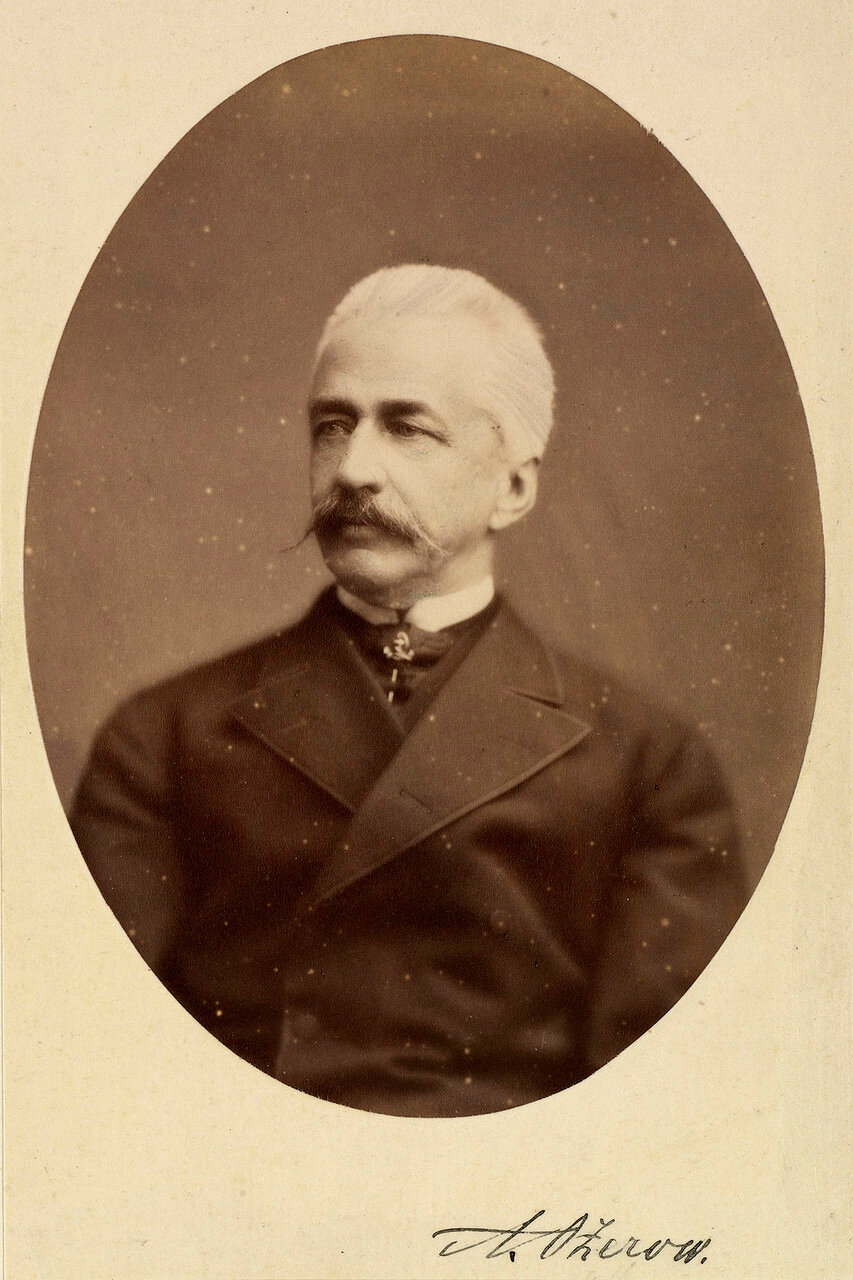
Александр Петрович Озеров (сын)
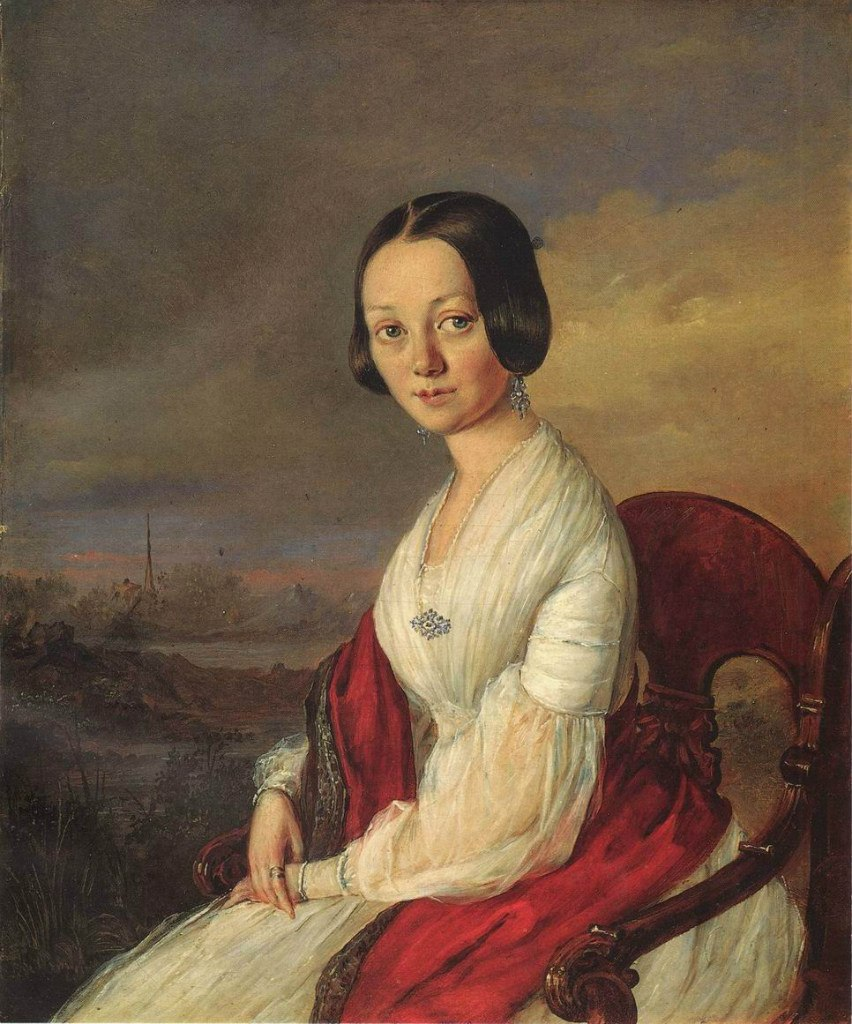
Варвара Петровна Озерова (дочь)